# メロンブックス
株式会社メロンブックス（英語: MELONBOOKS Inc.）は、東京都文京区に本社を置く企業。三大都市圏や政令指定都市などを中心に同人ショップを展開しており、直営店舗数は同人業界では最大である。この項目では同社が運営している、女性向けの同人ショップフロマージュおよび無人店舗型24時間営業形態の同人書店「夕張書店」についても記述をする。

## 概要
アニメーション、コンピューターゲーム、漫画・小説およびそれらを題材にした同人誌・同人ソフトと音楽CD、関連キャラクターグッズを販売する専門店舗である。男性向け（成人向け）同人誌を積極的に販売委託しているとらのあなに対し、こちらは一般向け同人誌の委託や宣伝にも積極的である。
2023年11月には初の24時間営業形態の店舗を那覇市、12月には高崎市で開店、さらに2024年4月には無人店舗型24時間営業形態の同人書店「夕張書店」を埼玉県熊谷市に開店した。
女性向けの同人に関しては、過去に「リブレット（livret）」という姉妹店舗を展開していたが、2012年（平成24年）2月に事業不振のため全店閉店した。その後、2017年5月1日にアニメイトの子会社であったコンパスより女性向け同人「フロマージュ」の事業を譲渡され、12月8日に通販サイトやシステムの統合を行っている。
2005年（平成17年）にメロンブックス.comを開設、同人作品のダウンロード販売（デジ同人）を開始した。メロンブックス.comは2010年（平成22年）にメロンブックスDLに改名、同時にpixivとの連携も始まった。2017年7月25日には電子書籍の販売も開始している。2021年10月31日をもってサービスを終了し、以降ダウンロード販売は同社通販サイトで行われている。

## 会社沿革
1998年（平成10年）に北海道札幌市で創業。同年7月11日に1号店である札幌店がアルシュ6階フロアの一角のアニメイト札幌店隣にオープン。当初は10坪ほどの非常に狭い店内であった。店名は北海道の名産品の一つ、夕張メロンに由来する。同年11月には仙台市に仙台店をオープンしたのを皮切りに、以後政令指定都市などへ店舗網を広げている。2018年（平成30年）現在では30店舗以上を展開しており、同人ショップの直営店舗数としては最多となっている。アニメショップ最大手のアニメイトや中古同人ショップのらしんばんの店舗に隣接する形で出店している店舗も少なくない。
本部は、2000年（平成12年）頃に東京都豊島区池袋、2002年（平成14年）12月には神奈川県横浜市へ移した。その後秋葉原に事務所も移転し、本社所在地も置かれることになった。2010年4月、事務所及び本社所在地を東京都台東区御徒町に移す。2018年（平成30年）7月に本社を東京都渋谷区渋谷へ移転、2023年12月に東京都文京区湯島へ移転している。
現在のロゴは3代目（2003年（平成15年）9月 - ）であり、初代は創業時から2001年（平成13年）9月頃まで、2代目は2001年（平成13年）10月頃より2003年（平成15年）8月まで使用された。

## ポイントカード

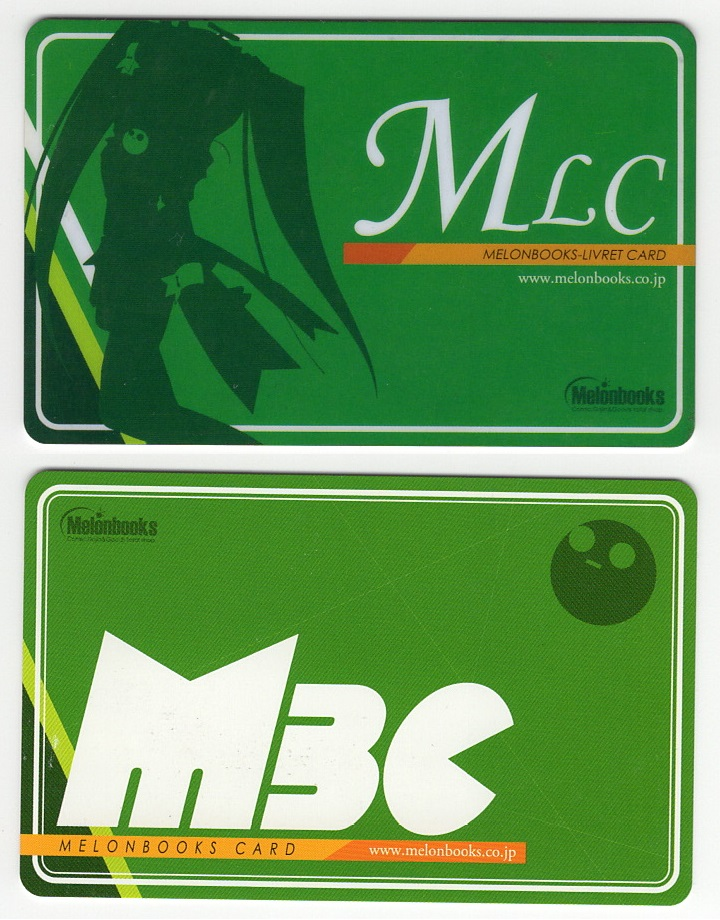
メロンブックスリブレットカード（上）
メロンブックスカード（下）

メロンブックス全店で使用可能な「メロンブックスカード」を発行している。
カードは当初紙製のスタンプ帳式であったが、2009年（平成21年）2月より成人向け商品の購入時に必要な年齢確認のスムーズ化・強化を目的に樹脂製カードによるオンライン方式（バーコード読取式）に変更された。緑地に「Melonbooks」のロゴが入ったカードを使用している他、リブレットが存在していた時に発行された紫地に「livret」のロゴが入っているカードも使用可能である。
ポイントは、メロンブックス独自のグッズ（キーホルダー、ぬいぐるみ、ハンドタオル、ブックカバーなど）との交換、商品の支払い（1pで1円分）などに使用出来る。

## マスコットキャラクター
メインマスコットキャラクターはめろんちゃん。後述するように「めろんちゃん」をあしらった痛車で全日本ラリー選手権に参加しており、レーシングチームとしての活動も行なっていた。

### 歴代担当イラストレーター
- 初代（1998年（平成10年））：カワサキテツヤ
  - めろんちゃんのイラスト2枚のみ[10]
- 2代目（1999年（平成11年）1月 - 2003年（平成15年）3月）：あかざわRED
  - めろんちゃん以外のキャラクターのほとんどはあかざわRED担当時に生み出されており、現在でも原案/キャラクターデザインとしてクレジットされている。多忙を理由に2003年（平成15年）3月をもってメインイラストレーターを降板[11]。
- 3代目（2003年（平成15年）5月 - 2014年9月）：風上旬
  - 2003年（平成15年）5月以降、現在までメインイラストレーターを担当。あかざわのめろんちゃんとは異なり、めろんちゃんの頭にヘタを付けている[11]。マスコットキャラクター達（めろんガールズ）を漫画にした「メロンブックスWEBコミック めろコミ」を2003年10月から2014年9月まで連載（月2回更新）していた。まろんちゃんなど新キャラクターも誕生している。
- めろコミが終了した2014年以降は多数の同人作家がアニメ・ゲーム・雑誌の全面広告の背景イラストや公式グッズの絵柄を手がけている。2015年5月4日から6月30日まで新マスコットキャラクターの公募を行い、りんごちゃんと黃すいかちゃんの2体のキャラクターが新たに公式キャラクターとして採用された[12]。2016年にも同様に募集を行い、アボカドちゃんとブラックベリーちゃん2体のキャラクターが採用となっている[13]。既存のキャラクターを含め、いずれのキャラクターもこもわた遙華が新たに書き起こしたイラストが公式となっている[14]。

### キャスト
メロンブックスオリジナルドラマCDのキャスト
- めろんちゃん：川上とも子
- れもんちゃん：金田朋子
- ブラックレモン：かないみか
- 店長：子安武人
- 祥子さん：井上喜久子
- 香港店店長：秋元羊介

## ご当地めろんちゃん
2009年（平成21年）10月1日よりポイント交換グッズとして登場した、めろんちゃんがメロンブックス各店が立地する地域にちなんだコスプレをしたキーホルダーである。2011年（平成23年）9月10日より第2弾が交換開始となった。下記のように、通販及びイベント会場限定のキーホルダーもある。
|              | ご当地めろん（左から、第1弾・第2弾） | ご当地めろん（左から、第1弾・第2弾） | 備考                                                     |
| ------------ | ------------------------------------ | ------------------------------------ | -------------------------------------------------------- |
| 通信販売     | ドット絵 → コミケ                    | ドット絵                             | 第1弾と第2弾のドット絵は別柄                             |
| イベント会場 | ラリードライバー                     | レースクイーン                       | コミケ、ラリー会場などで販売される。現金で唯一入手可能。 |

## 無料配布誌
とらのあなが無料配布誌を休刊したことにより、2012年10月現在、同人ショップでは唯一の同人情報無料誌となっている。両誌とも、表紙担当のイラストレーターは3ヶ月毎に交代する。
- 月刊めろり

2010年8月創刊、毎月15日頃配布開始。育成型情報誌を謳っており、当初は表裏2ページのタブロイド紙であったが、発行を重ねるごとにページ数が増えていき、後に中綴じの雑誌へ成長している。同人誌・同人ソフト・同人グッズ・商業誌・コミックス・ライトノベル・PCソフトの情報及びコーポによる4コマ漫画が掲載されている。成年向けの情報も掲載されていたが、成年向け情報誌の月刊めろメロの創刊によりほぼ分離された。2012年8月号よりメロンブックスDLにてPDF形式での配布も開始されている。
- 月刊めろメロ

2012年8月創刊、毎月25日頃配布開始。成年向けの同人誌・同人ソフト・商業誌・コミックス・PCソフトに特化した情報誌である。2012年10月号よりメロンブックスDLにてPDF形式での配布も開始されている。
- 月刊めろりん (2018年4月より月刊うりぼうざっか店へ改題)

2016年10月号より上記2誌を合併する形で創刊しており内容もほぼそのまま引き継がれているが、同人作家による1ページイラストの連載が多数開始された。毎月25日頃配布開始、メロンブックスDLでの配布も継続している。

## 店舗
公式グッズ専門店のうり坊ざっか店、コーナー等は除く。
松山店以外は三大都市圏・政令指定都市で展開している。
| 都道府県 | 所在地             | 店舗名                     | ご当地めろん（左から、第1弾・第2弾） | ご当地めろん（左から、第1弾・第2弾） | 開店日         | 備考                |
| -------- | ------------------ | -------------------------- | ------------------------------------ | ------------------------------------ | -------------- | ------------------- |
| 北海道   | 札幌市中央区       | メロンブックス札幌店       | 夕張メロン                           | クマー                               | 1998年07月11日 | [ 注 9 ]            |
| 北海道   | 札幌市中央区       | フロマージュ札幌店         | -                                    | -                                    | 2018年03月03日 | [ 注 10 ]           |
| 宮城県   | 仙台市青葉区       | メロンブックス仙台店       | 伊達政宗                             | 牛タン                               | 1998年11月21日 | [ 注 11 ] [ 注 12 ] |
| 茨城県   | 水戸市             | メロンブックス水戸店       | -                                    | -                                    | 2018年03月24日 | [ 注 13 ]           |
| 栃木県   | 宇都宮市           | メロンブックス宇都宮店     | 九尾の狐                             | ロードレーサー                       | 2001年12月22日 |                     |
| 群馬県   | 高崎市             | メロンブックス高崎店       | だるま                               | 交響楽団                             | 2002年05月18日 | [ 注 14 ]           |
| 埼玉県   | さいたま市大宮区   | メロンブックス大宮店       | 駅長                                 | スサノオ                             | 2007年02月24日 |                     |
| 埼玉県   | 熊谷市             | 夕張書店籠原店             | -                                    | -                                    | 2024年04月13日 | [ 注 15 ]           |
| 千葉県   | 千葉市中央区       | メロンブックス千葉店       | -                                    | -                                    | 2017年11月12日 |                     |
| 東京都   | 千代田区（秋葉原） | メロンブックス秋葉原1号店  | おたく                               | メイド                               | 2002年08月31日 | [ 注 16 ]           |
| 東京都   | 千代田区（秋葉原） | メロンブックス秋葉原2号店  | おたく                               | メイド                               | 2013年03月22日 | [ 注 17 ]           |
| 東京都   | 新宿区（新宿）     | メロンブックス新宿店       | -                                    | 都庁                                 | 2016年04月29日 | [ 注 18 ]           |
| 東京都   | 豊島区（池袋）     | メロンブックス池袋店       | -                                    | いけふくろう                         | 2014年12月20日 |                     |
| 東京都   | 大田区（蒲田）     | メロンブックス蒲田店       | 作業工                               | キャビンアテンダント                 | 2010年11月27日 | [ 注 19 ]           |
| 東京都   | 立川市             | メロンブックス立川店       | -                                    | -                                    | 2017年12月09日 | [ 注 20 ]           |
| 東京都   | 八王子市           | メロンブックス八王子店     | 天狗                                 | 機織り                               | 2010年02月27日 | [ 注 21 ]           |
| 神奈川県 | 横浜市西区         | メロンブックス横浜店       | チャイナドレス                       | 赤い靴                               | 1999年08月07日 | [ 注 22 ]           |
| 新潟県   | 新潟市中央区       | メロンブックス新潟店       | 米どころ・愛、兼続                   | ほろ酔い                             | 2008年11月22日 | [ 注 23 ]           |
| 静岡県   | 静岡市葵区         | メロンブックス静岡店       | 茶娘                                 | 富士山                               | 2000年06月17日 | [ 注 24 ]           |
| 愛知県   | 名古屋市中村区     | メロンブックス名古屋店     | しゃちほこ                           | 味噌カツ                             | 1999年02月13日 | [ 注 25 ]           |
| 愛知県   | 名古屋市中村区     | メロンブックス名古屋2号店  | しゃちほこ                           | 味噌カツ                             | 2014年12月27日 |                     |
| 愛知県   | 名古屋市中村区     | フロマージュ名古屋店       | -                                    | -                                    | 2017年12月29日 | [ 注 26 ]           |
| 愛知県   | 豊橋市             | メロンブックス豊橋店       | -                                    | 手筒花火                             | 2012年06月22日 | [ 注 27 ]           |
| 京都府   | 京都市中京区       | メロンブックス京都店       | 舞妓                                 | 誠                                   | 2000年12月23日 | [ 注 28 ]           |
| 大阪府   | 大阪市浪速区       | メロンブックス大阪日本橋店 | たこ焼き                             | 太閤                                 | 1999年12月18日 | [ 注 29 ] [ 注 30 ] |
| 大阪府   | 大阪市浪速区       | フロマージュ大阪日本橋店   | -                                    | -                                    | 2018年03月10日 |                     |
| 大阪府   | 大阪市北区         | メロンブックス梅田店       | -                                    | -                                    | 2018年06月09日 | [ 18 ]              |
| 兵庫県   | 神戸市中央区       | メロンブックス神戸店       | 水兵                                 | 男装の婦人                           | 2000年07月20日 | [ 注 31 ]           |
| 岡山県   | 岡山市北区         | メロンブックス岡山店       | 桃太郎                               | スッポン                             | 2023年11月03日 | [ 注 32 ]           |
| 広島県   | 広島市中区         | メロンブックス広島店       | 巫女                                 | 艦長                                 | 2000年09月15日 | [ 注 33 ]           |
| 愛媛県   | 松山市             | メロンブックス松山店       | みかん                               | 坊ちゃん                             | 2007年03月24日 | [ 注 34 ]           |
| 福岡県   | 北九州市小倉北区   | メロンブックス小倉店       | 焼きうどん                           | 武蔵                                 | 2002年03月16日 | [ 注 35 ]           |
| 福岡県   | 福岡市中央区       | メロンブックス福岡天神店   | めんたいこ                           | 炭鉱夫                               | 2016年12月17日 | [ 注 36 ]           |
| 熊本県   | 熊本市中央区       | メロンブックス熊本店       | 熊本城                               |                                      | 2024年08月23日 | [ 注 37 ]           |

### ギャラリー

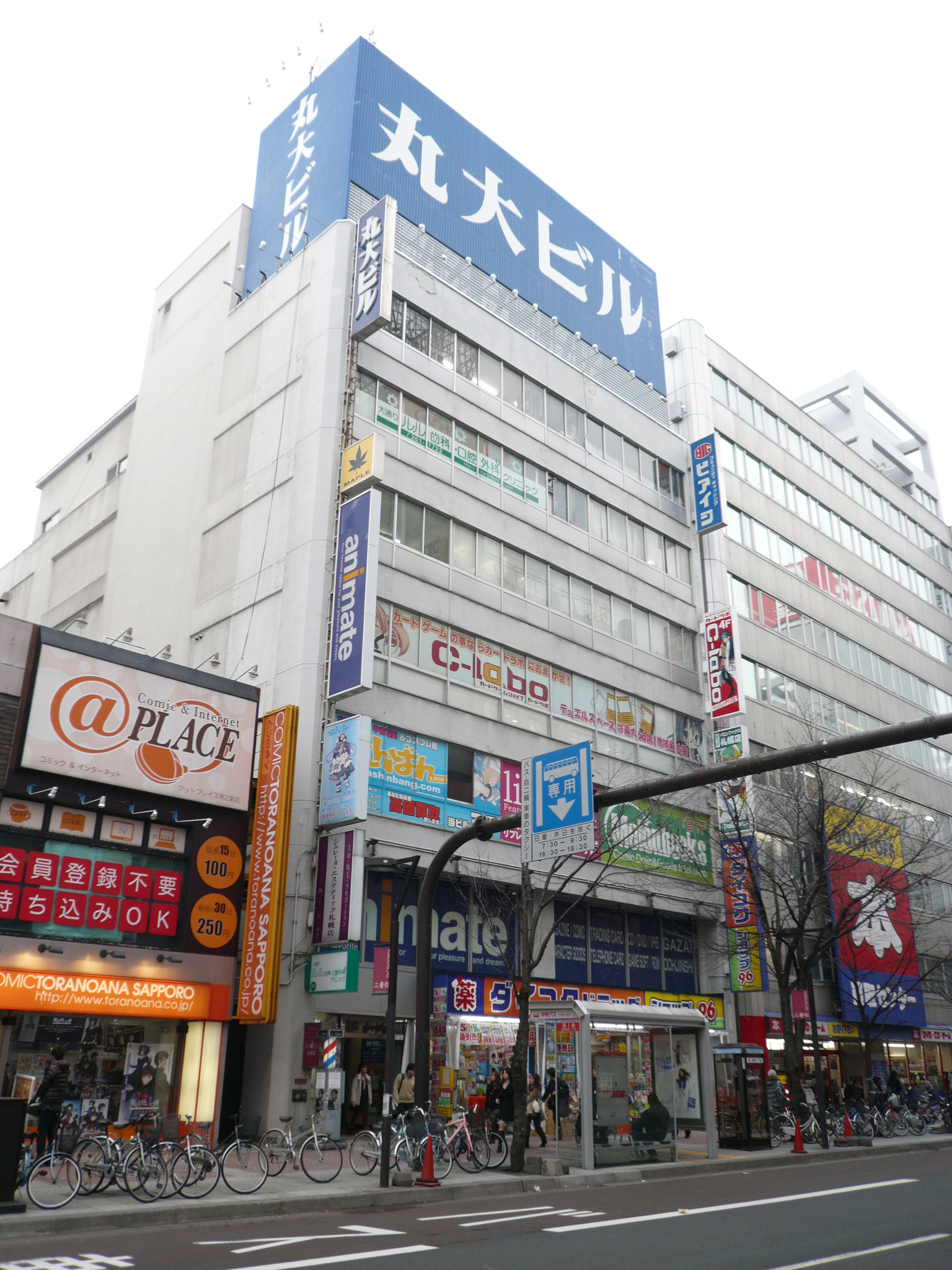
札幌店 （丸大ビル地下1階）
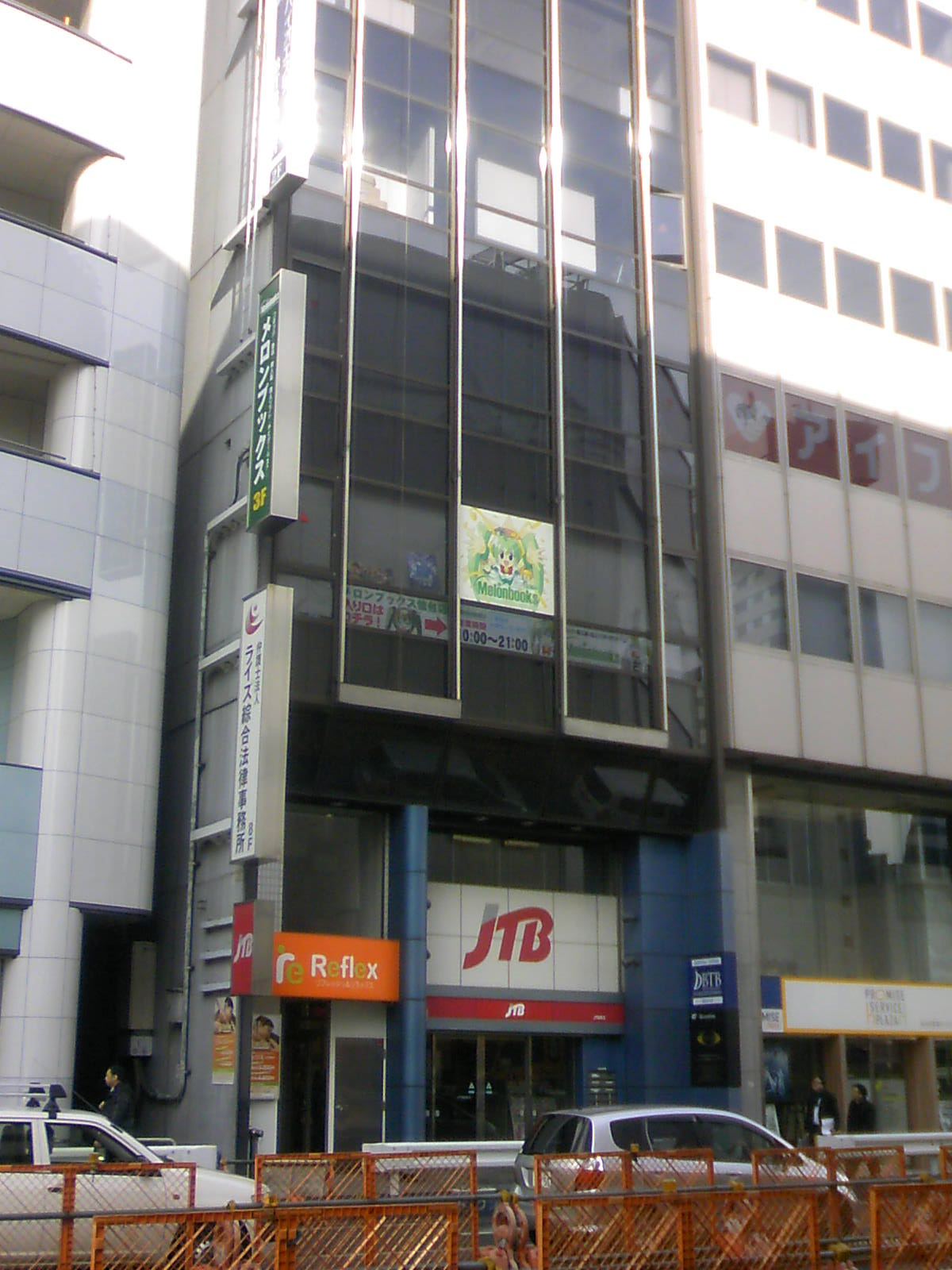
仙台店（移転前）
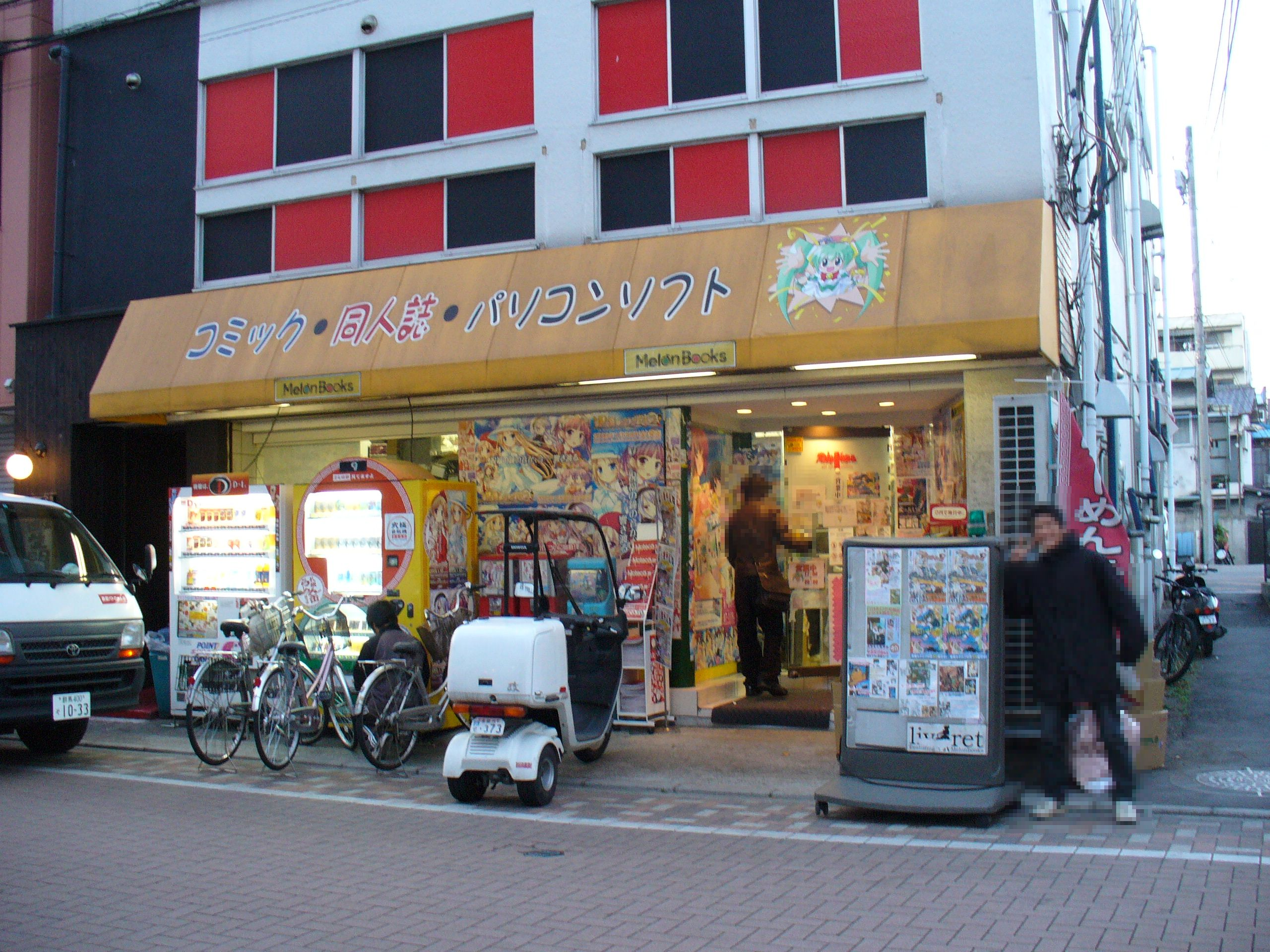
高崎店（移転前）
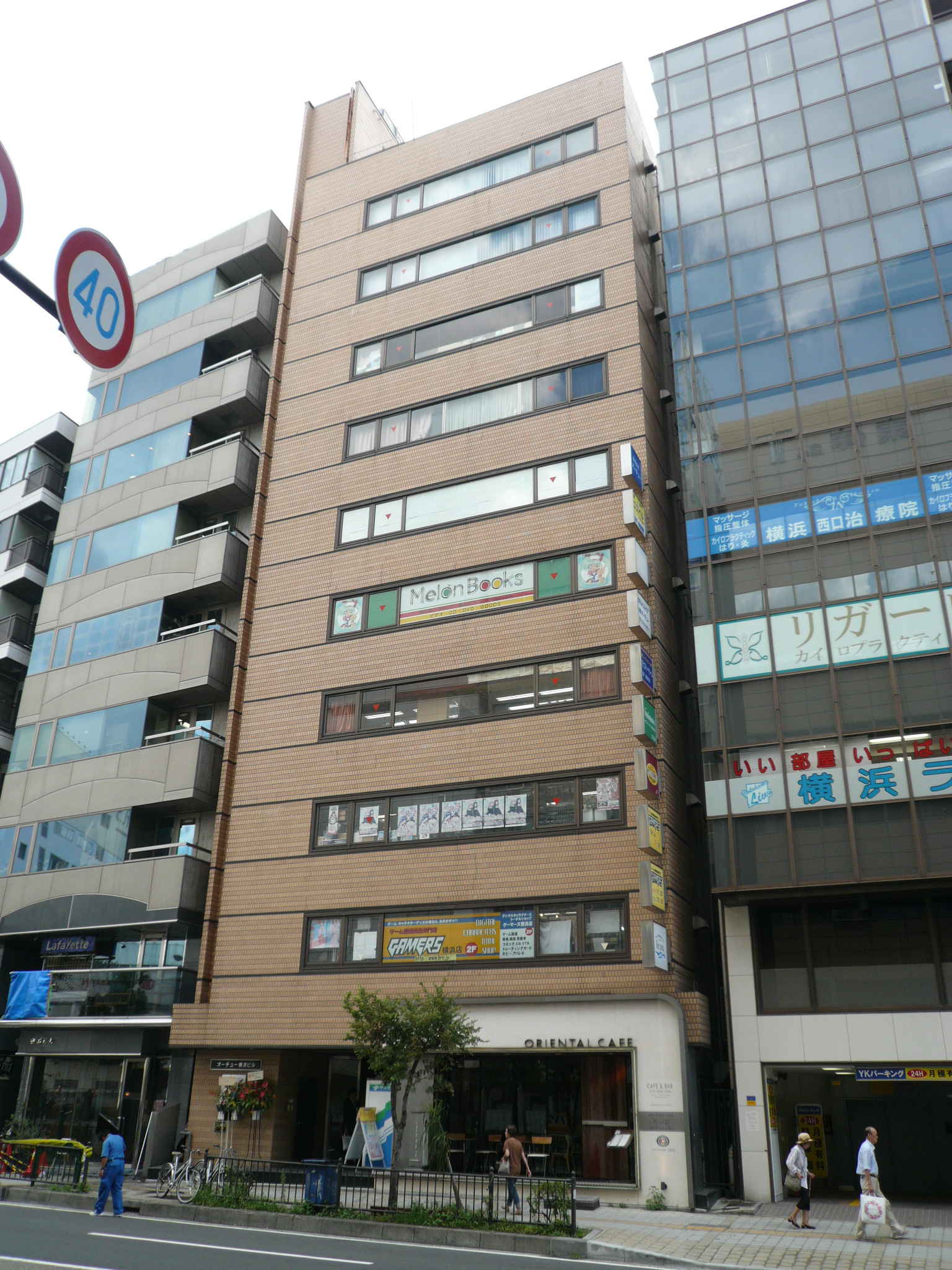
横浜店 （オーチュー横浜ビル5・6階）
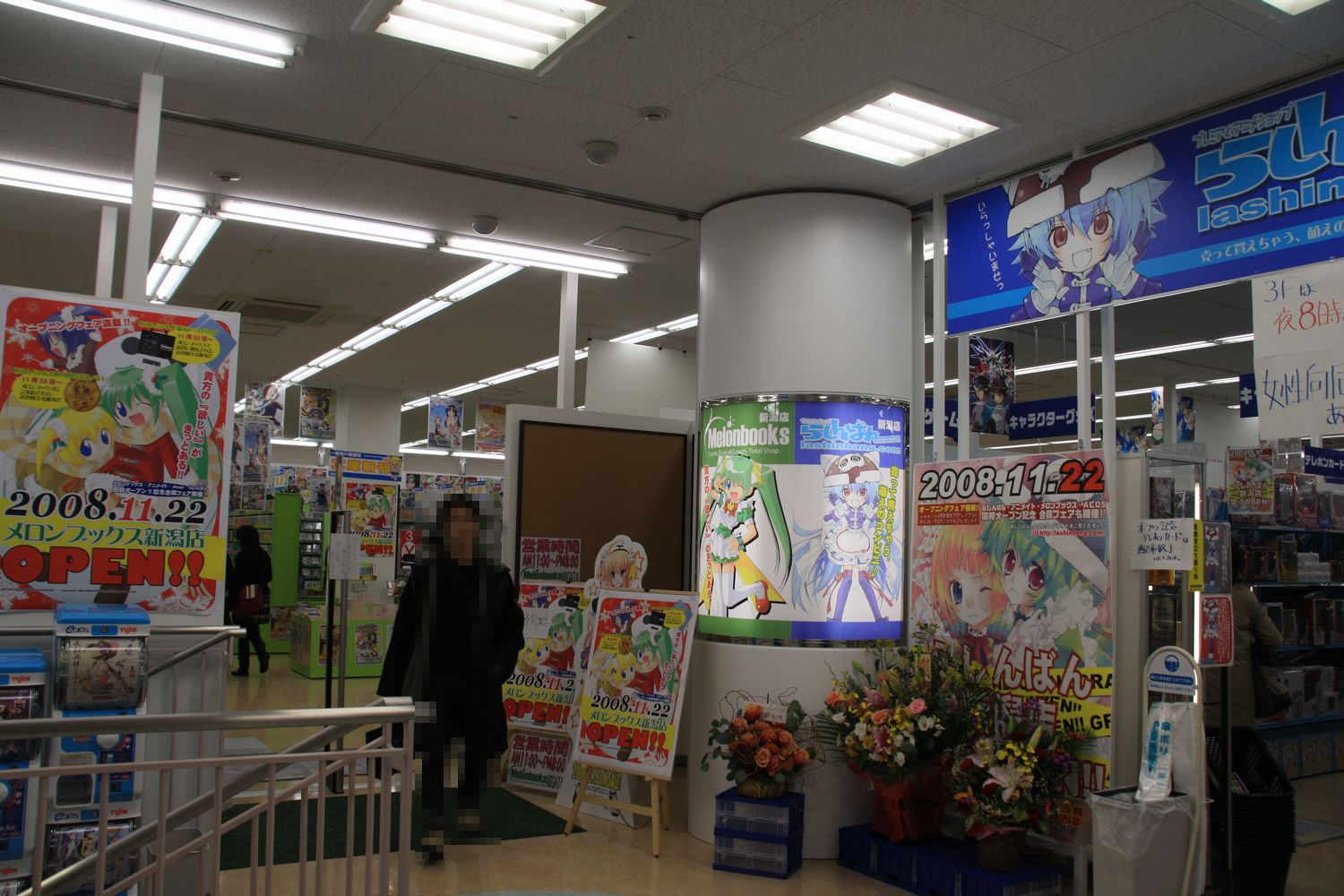
新潟店（左手）
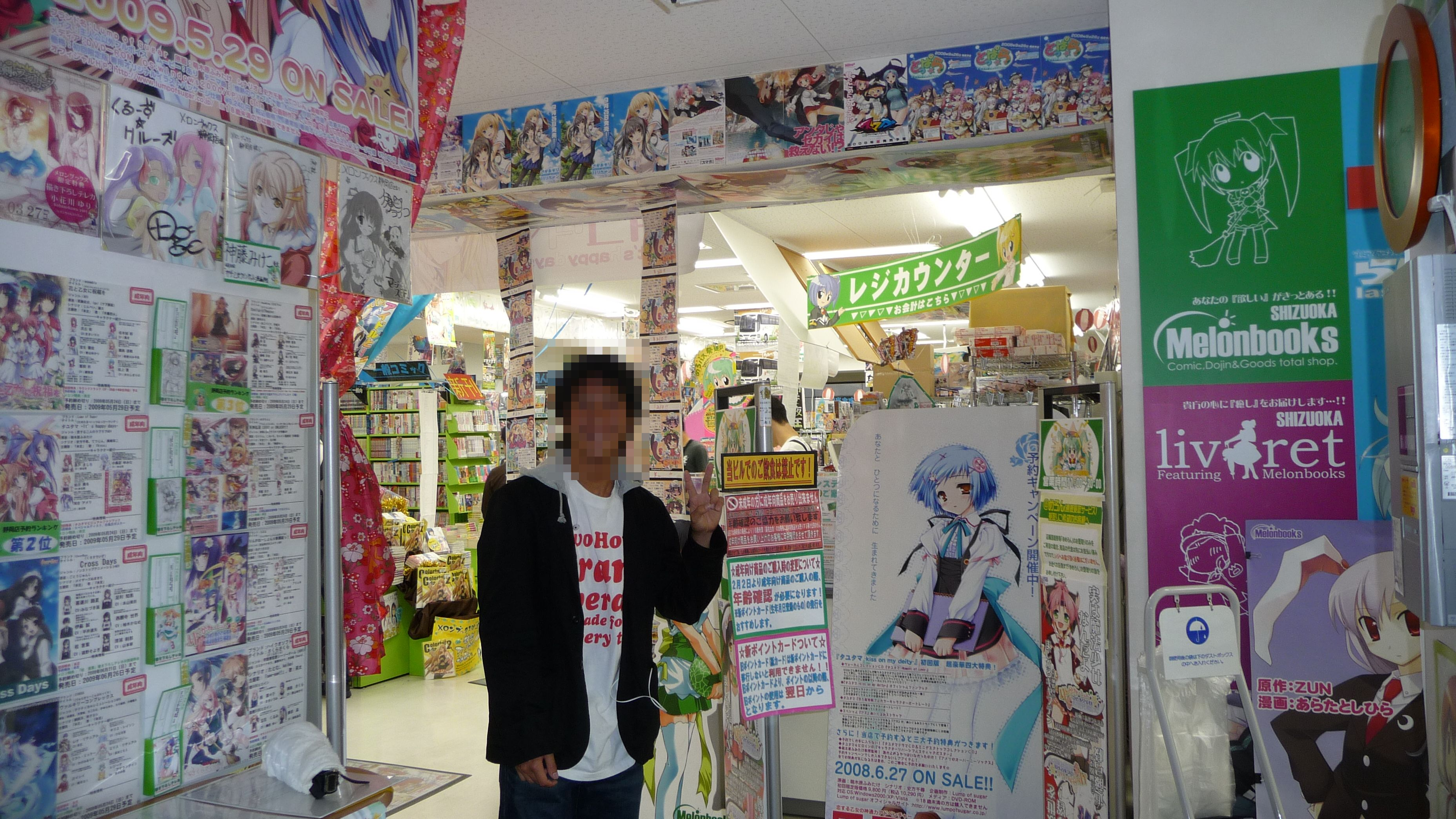
静岡店
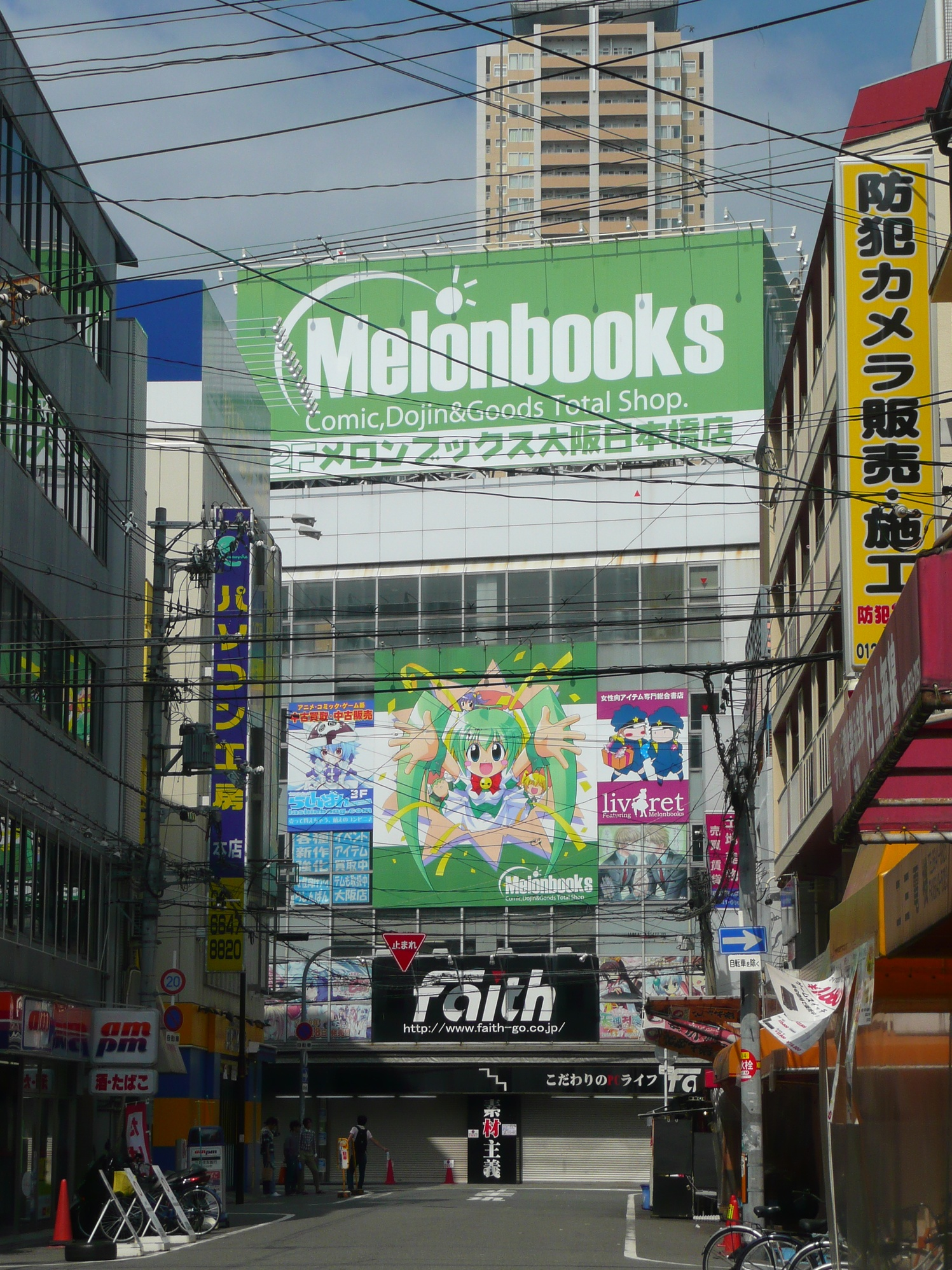
大阪日本橋店（改装前）
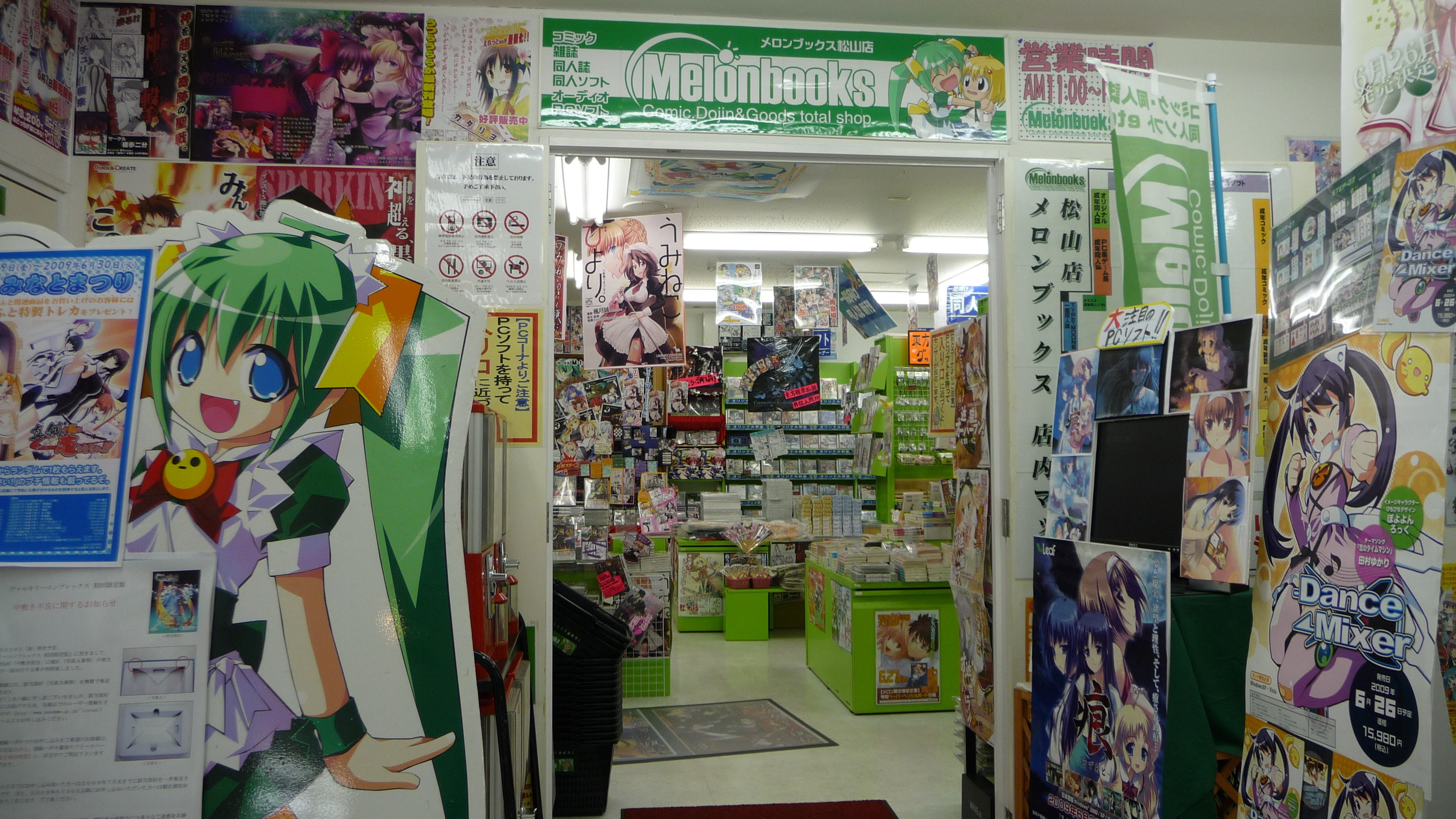
松山店
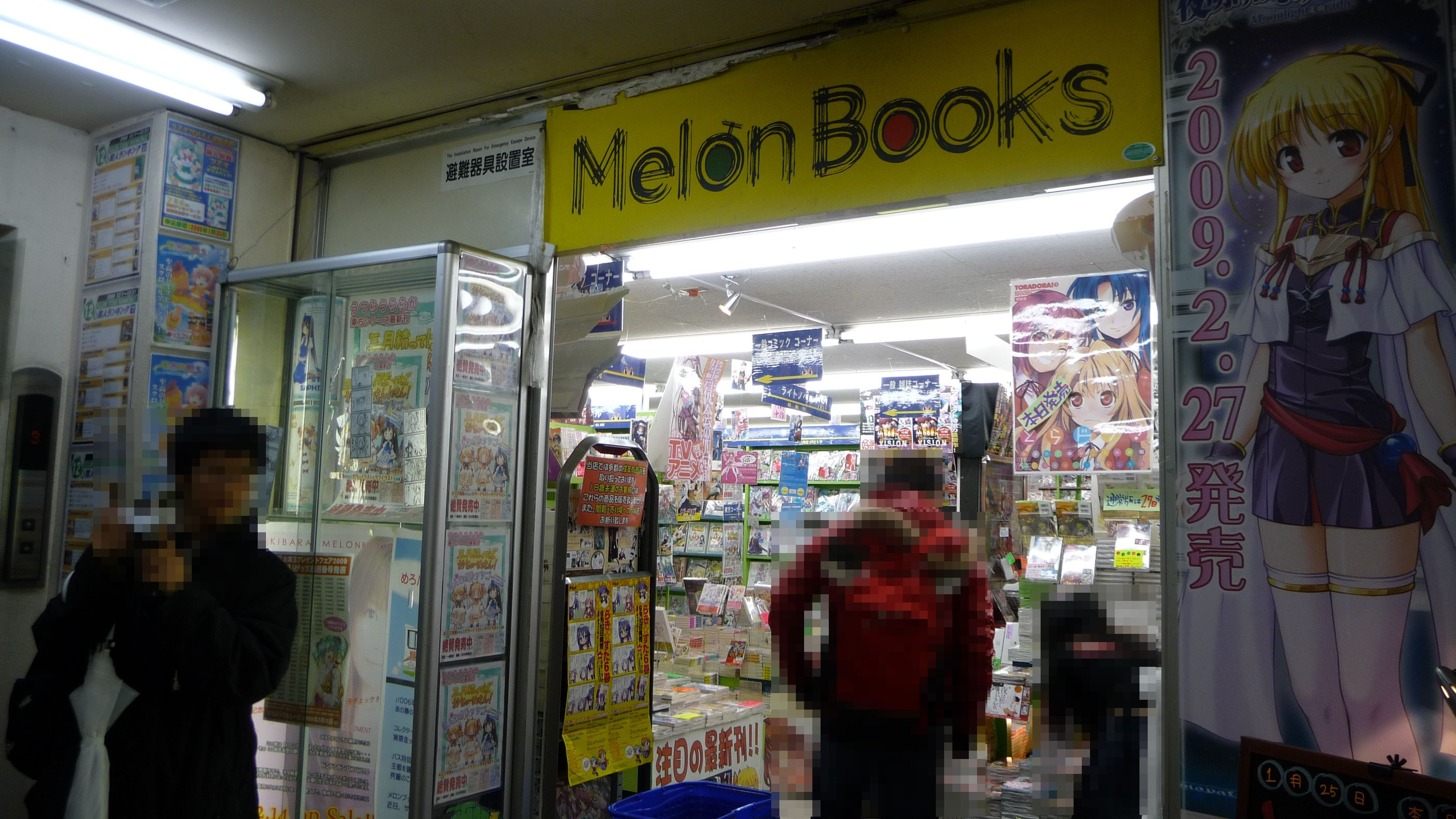
福岡店
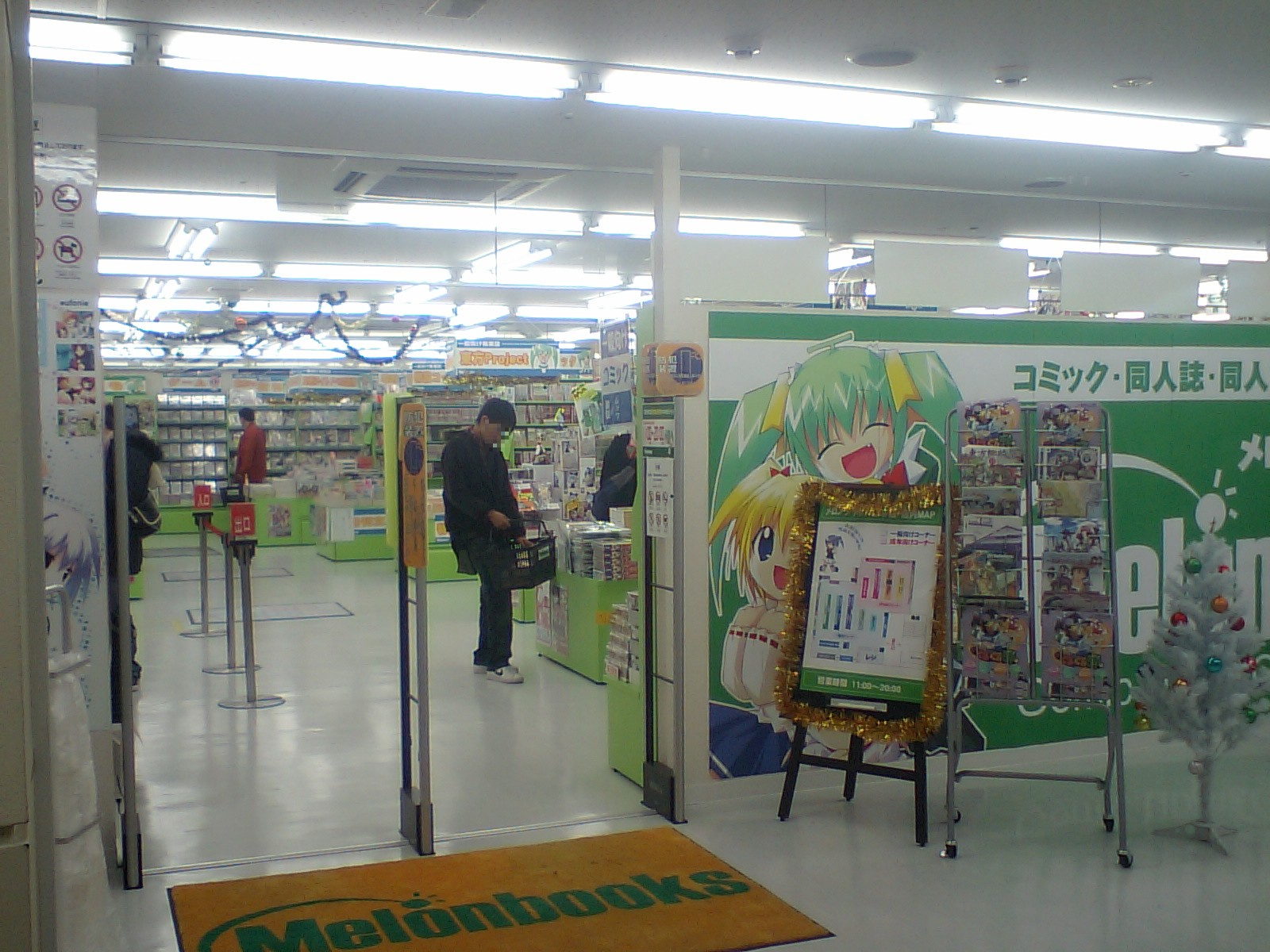
熊本店（2009年撮影の旧店舗）

### 閉店した店舗
メロンブックス
- 柏店
  - 初代（2012年（平成24年）12月1日開店 - 2017年（平成29年）1月31日閉店）

柏駅西口前のビルに出店していた。
  - 2代目（2018年（平成30年）3月31日開店 - 2024年（令和6年）2月29日一時閉店）

柏駅東口前のドンキホーテ柏店内にあった。
- 長野店（2016年（平成28年）10月7日開店 - 2022年（令和4年）7月18日閉店[20]）

出店していたショッピングプラザ againの閉館に伴い閉店。
- 大阪日本橋2号店（2014年（平成26年）12月13日開店 - 2020年（令和2年）11月30日閉店）

大阪日本橋1号店に統合される形で閉店した。その後、1号店は統合につき「大阪日本橋店」へと改称。
- 福岡店（2001年（平成13年）9月15日開店 - 2016年（平成28年）12月15日閉店）

九州1号店。福岡天神店への移転に伴い閉店した。
- 沖縄店（2023年（令和5年）11月23日開店[21] - 2025年（令和7年）1月19日閉店[22]）

牧志駅前（国際通り沿い）に出店。初の24時間営業店舗だった。
リブレット
いずれも2012年（平成24年）2月29日18時00分をもって閉店。
以下の店舗の他、メロンブックス大宮店および静岡店には「リブレットコーナー」が併設されていた。
- 札幌店
- 名古屋店（2009年（平成21年）5月31日開店）
- なんば店

## モータースポーツ
2008年（平成20年）よりメロンブックスがスポンサーとなりラリーチームを立ち上げ、全日本ラリー選手権（JRC）に参戦していた。チームプロデューサーは中村信博、チームイラストレーターはたむ。
2008年（平成20年）はJN-1クラスにGA2シティで挑戦、初参加にして年度クラスチャンピオンを奪取した。なおキャラクターマシン（いわゆる痛車）による国内最高峰モータースポーツイベントでのクラス優勝およびシリーズチャンピオンの獲得は、これが日本モータースポーツ史上初である。
2009年（平成21年）は全日本ダートトライアル選手権に2戦参戦後JN-4クラスでの参戦だったが、クラスチャンピオンを逃している。
2010年（平成22年）、中村信博がプロデュース業に専念する事になり、新たにドライバーとコ・ドライバーを迎えてのJN-3クラス参戦となった。全日本ラリー選手権6戦に出場し、ターマックイベント全勝、クラス年間最多勝利を獲得。しかしグラベルイベントでの未勝利が響き、最終的にシリーズではクラス2位となっている。
2011年（平成23年）も前年と同様のスタッフで、JN-3クラスに参戦。グラベルイベントで初めて完走したが、ターマックイベントでの勝利記録が途絶えるなどリタイアが多く、最終結果はクラス4位に終わった。第6回JRCAアワードをチームとして受賞している。
2012年（平成24年）はこれまでとスタッフは同様であるが、コ・ドライバー田中直哉が都合により欠場を予定しているイベントがあった為、その間は漆戸あゆみが担当した。また、公式サイトが開設されたり、雑誌AUTO SPORTS 2012年2月2日号で眞貝が特集されるなど、メディアでの露出が一層多くなっている。序盤からリタイアなどで躓き、ドライバーズポイントが一時はTOPと30ポイント近く離れるも、後半は上位入賞を続け最終戦新城ラリーで逆転、2008年以来のドライバーズチャンピオン獲得となった。
2013年（平成25年）2月24日、メロンブックスとチームを運営するゴンドワナレーシングプロジェクトが協議した結果、メロンブックスラリーチャレンジとしてのレース参戦を当面休止することとなった。今後は2014年以降の適切な時期に第2期として再参戦したいとしている。なお、ゴンドワナレーシングプロジェクト自体は模型メーカーのピーエムオフィスエーがスポンサードする「プラムレーシング」として2013年の全日本ラリー選手権に参戦することになっている。
| 年度   | 参加クラス | 車種                          | ドライバー | コ・ドライバー      | チームプロデューサー |
| ------ | ---------- | ----------------------------- | ---------- | ------------------- | -------------------- |
| 2008年 | JN-1       | ホンダ・GA2シティ             | 廣瀬康宏   | 中村信博（兼任）    | 中村信博（兼任）     |
| 2009年 | JN-4       | 三菱・ランエボVII             | 浜孝佳     | 中村信博（兼任）    | 中村信博（兼任）     |
| 2010年 | JN-3       | ホンダ・インテグラタイプR DC2 | 眞貝知志   | 田中直哉            | 中村信博             |
| 2011年 | JN-3       | ホンダ・インテグラタイプR DC2 | 眞貝知志   | 田中直哉            | 中村信博             |
| 2012年 | JN-3       | ホンダ・インテグラタイプR DC2 | 眞貝知志   | 田中直哉/漆戸あゆみ | 中村信博             |